# Двигуни Бога (роман)
Двигуни Бога — науково-фантастичний роман американського автора Джека Макдевідта.

## Сюжет
Археологи та міжзоряний пілот Присцилла Хатчінс, намагаючись розгадати таємниці, що оточують величезні пам'ятники, залишині поблизу кількох світів з розумним життям у  сонячному районі.

## Зміст

### Передумови
Людство дізналося про існування інтелектуального позаземного життя з відкриттям чужої статуї на Япет, супутник Сатурна, на якій зображено інопланетну форму життя. Тоді, після появу подорожей швидше за світло, коли людство почало досліджувати сусідні зіркові системи, було виявлено безліч інших загадкових пам'яток.
Незважаючи на ці відкриття, деталі про "Monument-Makers" залишилися невловимими. Насправді, навіть через десятиріччя вивчення, людство знайшло небагато цивилізацій, а  ознак інтелектуального чужого життя ще менше. У той час було виявлено лише три приклади:
(а) Планета Pinnacle, яка очевидно була домівкою інтелектуального суспільства, яке вимерло майже мільйон років тому і залишило дуже мало слідів себе на їх нині непривітній планеті;
(б) Планета Quraqua, яка була дуже подібної до Землі і була домом для розумних видів (Quraquans), поки вони не вимерли лише кілька століть тому; 
(в) Inakademeri — це супутник кільцевого газового гіганта, де проживають єдині відомі живі розумні види, Ноки, хоча їх технологія приблизно еквівалентна початку 20 століття Землі та в той час вони мали довгий глобальний конфлікт, приблизно аналогічний Першої світовій війні.
Ця нестача легкодоступних світів становила серйозну проблему, оскільки сама Земля стала все більш непривітною. До 2202 р. Значне підвищення рівня моря через століття, забруднення значно змінило навколишнє середовище планети і в багатьох частинах світу був великий голод. Багато хто сподівався, що якимось чином створить позаземну колонію.

### Основна частина
Прісцилла Хатчінс — так звана "Хатч" — престижний пілот космічних кораблів Академії (археологічна організація, що відповідає за численні наукові дослідження по всьому світі). Хатч отримує накази взяти Академічний корабель "Вінккельман" та евакуювати останню археологічну команду на планеті Quraqua.
Ця евакуація є результатом складної серії політичних маневрів, і вона не підтримується Академією, яка до цього моменту проводила масштабні обстеження планети в спробі дізнатися про колишніх мешканців галактики.
Вимерлі жителі Quraquans мали складну історію, яка охопила десятки тисяч років і вчені очікували, що вони матимуть необмежений термін для наукового відкритів.
Натомість їх вигнали лише через 30 років, щоб Кварава могла бути терраформована; як сама Земля, подібна до нашої планети, виник величезний тиск, почалося перетворюваня його на нову Землю через погіршення умов на самій планеті.
Повна евакуація була викликана внаслідок характеру процесу терраформування. Багато ядерних пристроїв повинні були підірвані в полярних шарах планети, щоб підняти світовий рівень моря та призвести до потепління кліматичних змін. Ці зусилля, спрямовані на тероризм, керувалися багатющою корпорацією Kosmik.
Як раз перед тим, як Хатч мала намір залишити Землю, наукова команда на Quraqua під керівництвом Генрі Якобі зробила значне відкриття. Вони розкрили серію різьблень, які зображували в основному рідні Quraquans, але, крім того, вони виявили той, який носив непристойний подібність до статуї на Япеті - імовірно, один з Пам'ятників-Makers. Ще більше сумніваючись, очевидний пам'ятник-творець став у формі бога смерті.
З огляду на цей дивовижний зв'язок між Quraquans та Momument-Makers, Академія відчайдушно намагалася відкласти процес терраформування, але переважаючий політичний тиск перешкоджав цьому статися. Натомість один з провідних фахівців на "Пам'ятнику-мечах" Річард Уолд приєднався до Хатч на плаву до Quraqua, щоб він міг надати свої знання, щоб копати в той час, коли вони залишилися.
Після прогулянки в космосі, який тривав майже місяць, Хатч і Річард прибули до системи зірок Quraqua. Однак перед тим, як приземлитися на планету, Річард хотів вивчити унікальну особливість на Місяці планети: гігантський "Пам'ятник", який був названий "Оз".
Оз поверхово нагадував місто, що складається з гігантських кубічних та прямокутних структур. Однак ці конструкції не мали внутрішнього простору та зовнішніх рис.
До цього моменту ніхто в науковому співтоваристві не міг запропонувати будь-які теорії про існування або будівництво Оз. Багато вчених, у тому числі і Річард, навіть не вірили, що це продукт пам'ятників-виробників; всі інші відомі Пам'ятники були елегантними, а багато хто плавали в космосі, і це справжнє місто було порівняно неочищеним і непростим.
Але з відкриттям зображення пам`ятників на планеті нижче, Річард мав намір переоцінити Оз, сподіваючись знайти певний зв'язок між цими двома культурами. Зрештою, вони виявили кілька фактів:
(a) Пам'ятник був побудований приблизно в 9000 рр. до н.е.
(б) Багато хто з споруд виявили збитки та таємничі пастки, що також давали приблизно 9000 Б.
(в) "Міський" макет був ідеально симетричним і складається з регулярних кубічних одиниць, за винятком двох циліндричних башт.
(г) Одна з башт провела короткий напис, який був на одній з найдавніших мов Quraquans. Це було незрозуміло, тому що Quraquans ніколи не розвивали космічні подорожі; хтось інший повинен був вписати це. Хоча вони могли ідентифікувати мову, вони не могли прочитати напис.
Вивчивши Оз, Хатч та Річард вирушили на поверхню Кураку. Хатч зробив ще одну спробу перенести операцію з терраформування, відправившись у контакт з директором проекту "Терраформін" Мелані Трускотт, який мешкає на космічній станції на орбіті навколо Кураку.
На жаль, Трускотт мертвий, дотримуючись її наказу, і знову відмовляється відкласти операцію. Зіткнувшись із цією реальністю, Хатч намагається швидко і ефективно виконувати свою місію - евакуюй залишився академічний персонал, обладнання та артефакти з поверхні до кінцевого терміну.
Її зусиллям перешкоджає той факт, що багато учених хочуть вичавити кожну секунду, яку вони можуть отримати від свого часу, і не хочуть їхати до тих пір, поки це абсолютно не обов'язково.
Наукова група на поверхні розкопала "Храм вітрів", розрослий комплекс, який виконував багато різних функцій протягом тисячолітньої історії.
Храм був спочатку над землею, але тектонічні сили опустили його нижче рівня моря. Отже, археологічна команда базувалася в підводній купольній структурі, і розкопки ділянки мали справлятися з повільним рухом,і переміщення бруду та мулу - незвичайні перешкоди.
Їх головна місія в той час полягала в пошуку інших прикладів "Лінійного С", мови таємничого напису на Озі. Філолог групи, Меггі Туфу, був переконаний, що вона зможе розшифрувати повідомлення, якщо вони зможуть знайти лише більш суттєві приклади тексту, щоб додати їх до слабкої бібліотеки. Для цього команда розкопала глибину і глибину в нерозвіданому храмі.
Тим часом Хатч ознайомився з персоналом, беручи навантаження після завантаження артефактів та вчених до "Winckelmann" через човниковий судно "Альфа".
Річард також був піднесений до швидкості з історії Quraqua. Хоча суспільство існувало протягом багатьох тисяч років, вони ніколи не досягли високого рівня технологій, але, швидше за все, стояли протягом тривалих періодів часу і переживали багато темних віків.
Зокрема, було зареєстровано кілька "розривів", де виявилося, що якась таємнича і швидка катастрофа спіткала планету. Одна така подія співпала з будівництвом та пошкодженням Оз.
Команда корабля щойно виявила потенційно значний артефакт (друкарський пристрій, здатний розблокувати лінійну C-мову), коли виникла катастрофа.
Будучи впевненим, що команда Академії навмисно ігнорує кінцевий строк терраформування, операція "Космік" вирішила дати їм демонстрацію небезпек, що залишилися на Quraqua. Вони навмисно підкинули невелику комету з орбіти, яка впала в море, створюючи цунамі, який завдав значної шкоди для копання.
Персонал мав достатньо попереджень, щоб притулитися, але хвиля поховала друкарську машину, перш ніж вона могла розірвати її.
Розгніваний, Хатч та її новий друг Джанет Аллері створили штучну комету з піноутворювача та вийшла з орбіти на космічну станцію Космік. Це спричинило паніку та евакуацію станції, але фізичного збитку не було. Мелані Трускотт, директор радіостанції, таємно вирішила, що вона не може зовсім добре тримати знущання за те, що грає її власна гра.
Приблизно в цей час Річард зробив кілька запитань колезі, який вивчав планету Нок. Було б відомо, що Нок, на додаток до Quraqua, очевидно зазнав таємничих "розривів" у своїй тривалій і неспокійній історії, і з цієї інформації виникла картина: між кожним розривом лежить період близько 8000 років.
Крім того, на глибокій орбіті навколо Нока виявлено ряд нових пам'яток - серія вільно плаваючих, величезних кубиків, які були випалені та пошкоджені - дуже нагадують Оз.
Поховавши друкарню, багато хто з команди зазнали поразки, але багато інших були більш рішучими, ніж будь-коли розривали машини. Евакуація тривала, але Генрі та кілька інших не змогли завантажити машини і самі до кінця, а ядерні пристрої були підірвані на стовпах планети.
Врешті-решт, преси були вилучені, і весь персонал зробив це - за винятком Річарда, друга Хатч та експерт по проекту "Пам'ятники-Макери".
Це обурило багатьох членів команди, і існували різні думки щодо того, хто найбільше звинувачував за смерть Річарда: Генрі, бо важко штовхати свою команду перед небезпекою; Меггі, за її наполягання на тому, що машини чужих повинні були бути відновлені; або навіть Хатч, який, як стверджував Генрі, лише постраждав від ситуації з її відчайдушних закликів залишити себе досить добре і вийти з ушкодження.
На щастя, Меггі невдовзі спромігся розшифрувати дивну напис з Оз: "Прощай і щастя. Шукай нас світлом хоргона". Хоргон був міфічним звіром на Quraqua, і проїзд називався частиною зоряного сузір'я - це вказувало шлях до будинку Пам'ятників-Makers.
Використовуючи позашляхові циліндричні вежі на Озі як маркери точок, Хатч і Франк (другий екіпаж експедиції Quraqua) змогли скласти список потенційних зірок, про які може йдеться про проїзд. Потім з потужним радіотелескопом вони обстежили всіх кандидатів і знайшли той, який транслював слабку штучну передачу - Beta Pacifica.
Естастік, Академія спокійно схвалила термінову місію з розслідування зіркової системи. Місія складається з Хатча, Френка, Меггі, Джанет і Джорджа Хакетта, іншого ветерана з Quraqua.
В останню хвилину вони отримали від уряду розпорядження зупинити свою місію - очевидно, ідея заряджання в потенційне серце невідомої космічної цивілізації було тим, чого вони не довіряли скаутському кораблю академії, - але команда самовільно ігнорував інструкцію та стрибнув у гіперпростір у своїй тижні подорожі до Beta Pacifica.
Зокрема, вони знали, що джерело радіопередачі виникло не на планеті, а в точці простору приблизно 15 а.е. від зірки. У довгому шляху п'ятеро членів екіпажу зовсім наблизилися, і між Хатчем та Джорджем розквітала романтика.
Після прибуття в Beta Pacifica знову трапилась катастрофа. Вони вийшли з їх стрибка надзвичайно близько до таємничого об'єкта в космосі, величезна чорна маса, більша, ніж Земна Місяця, яка, нез'ясовно, на озброєних приладах не мала вимірюваної маси.
За їхньою швидкістю не було можливості відволікатися від об'єкта в часі, і екіпаж пішов у відставку швидкої смерті через зіткнення. Однак їхня смерть ніколи не настала, тому що вони якось пройшли "через" об'єкт - хоча і не страждаючи тяжким збитком у процесі.
Вони втратили багато корабельних систем і направили загальний бідний виклик до найближчого людського присутності, у Quraqua і Nok. Коли вони отримали слово про те, що порятунок буде дуже повільним від Nok, екіпаж відчував себе розчарованим і безпорадним.
У певний момент здавалося, що вони вийдуть з повітря, перш ніж настане спасіння, але Хатч зумів виправити цю проблему в останню хвилину. Зрештою, допомога прибула не з Нока, а від Quraqua, у формі свого колишнього ворога Мелані Трускотт. Трускотт супроводжував співробітників Косміка назад на Землю, коли вона відвернула свій курс, щоб допомогти команді "Winckelmann".
Спочатку Трускотт не хотів залишатися в системі Бета-Пасифі з будь-якої причини, тому що вона прагнула завершити свою місію, щоб повернути свою партію працівників на Землю, але швидко передумала, коли після швидкої серії захоплених відкриттів було зрозуміло, що ця зоряна система мала велике значення.
По-перше, вони визначили, що об'єкт, до складу якого входив екіпаж Хатч, був величезним телескопом у формі блюдо, і що чужорідна радіопередача виходила з її центру. Крім того, страву було однією з восьми таких предметів, що орбінують зірку, хоча інші, як видається, були неіснуючими.
Крім того, структура була "органічною" за своїм характером, і вже майже зцілила шкоду від наслідків події. Причина того, що корабель вижив, і причиною того, що об'єкт, зареєстрований як такий, що мало масу, був тому, що страва була надзвичайно тонкою.
В даний час масив телескопа не був наголошений на який-небудь конкретний об'єкт на небі, але вони визначили, що приблизно 10 000 років тому мережа спостерігала б велику Магелланову хмару, найбільшу супутникову галактику Чумацького шляху.
Окрім блюдового масиву, в зірковій системі існувала одна земна планета, яка мала вражаючу схожість з Землею з точки зору фізичних характеристик. З усіх поглядів, осідання планети могло, в принципі, починатися негайно, без необхідності терраформування.
Екіпаж мав великі надії, що вони відкрили домашню планету Пам`яток, але нічна сторона планети не показала штучних джерел світла, і на планеті не було ніяких штучних електромагнітних хвиль будь-якого роду.
Однак існували дві аномалії. По-перше, найбільший з чотирьох місяців планети містив гігантський кам'яний куб, який був пошкоджений і випалений, як Пам'ятники в Quraqua і Nok. По-друге, вони виявили штучну космічну станцію на орбіті навколо світу. Вони негайно почали розслідувати.
На жаль, космічна станція не була створенням високорозвиненої раси, як відомо, були пам'ятники. У дійсності, рівень технології був навіть нижче поточних стандартів людини.
Тим не менше, екіпаж Академії поряд з Трускотт та її лейтенантом сіл на безсилу і безземельну космічну станцію для розслідування. Те, що вони виявили, було дуже тривожним: десятки чужоземних трупів, мабуть тієї ж раси, що і Пам'ятники-Макери, котрі всі покінчили життя самогубством, обтягуючи себе стільцями та викидаючи атмосферу станції.
Ніхто не міг придумати привід для цієї події, і всі вони виявилися дуже тривожними. Також ніхто не міг пояснити, чому Пам'ятники-Макери жили на станції таких неякісних технологій.
Одна теорія полягала в тому, що станція залишилася з ранніх днів дослідження космосу, але для того, щоб це було правдою, станції довелося б багато десятків тисяч років, що здавалося неправдоподібним.
На щастя, щоб дати станцію, вони виявили фотографію чотирьох місяців планети в ідеальному вирівнюванні і екстраполювали, як давно така конфігурація могла відбутися. Відповідь була 4743 В.C., час добре після того, як Пам'ятники-Макерам, як відомо, володіли передовими технологіями.
Поверхня планети тримала лише руїни, а команда академії пішла на розслідування. Те, що вони знайшли, були структурами, надто примітливими до того, що були зроблені гіперпрофесійною расою, що проходить у космосі.
На жаль, трагедія знову опинилася в екіпажі академії, коли на них напали таємничо безжалісна орда хижих крабових істот з гострими бритвими когтями і мандибулами. Джордж, Меггі та їх пілот Космік були вбиті, а Френк і Джанет були серйозно поранені. Вони врятувалися завдяки вмінням пілотування Хатч, але були засмучені ціною, яку вони заплатили.
На жаль, трагедія знову опинилася в екіпажі академії, коли на них напали таємничо безжалісна орда хижих крабових істот з гострими бритвими когтями і мандибулами. Джордж, Меггі та їх пілот Космік були вбиті, а Френк і Джанет були серйозно поранені. Вони врятувалися завдяки вмінням пілотування Хатч, але були засмучені ціною, яку вони заплатили.
Хоча на космічному кораблі "Космік" Хатч був вражений натхненням. Коли вона включила дату розривів Quraqua і Nok в останні дні первісної космічної станції Beta Pacifica, вона виявила повторюваний паттерн широких руйнувань, що поширювалися назовні, йдучи з однієї планети до наступної.
Якщо її теорія була правильною, вона могла б екстраполювати поточну позицію цієї деструктивної хвилі в космосі: вони могли б задумати курс і подивитися, що спричинило численні катастрофи в кількох населених планетах.
Залишивши судно "Космік" для новоприбутого корабля академії, вони знову вирішили спробувати і вирішити свою космічну таємницю раз і назавжди.
Вони приїхали в безіменну систему зірок, яка вже обстежувалася десятиліттями раніше. Спочатку вони не знайшли нічого незвичайного, і вирішили зробити свій власний пам'ятник - сукупність гігантських кубічних структур, намагаючись відтворити середовище інших лих.
Вони використовували ріжучий лазер і човник, щоб почати перетворювати деякі природні кам'яні плато в гігантські куби, як і на інших планетах.
Незабаром після цього вони виявили дві дивні аномалії - гігантські хмари в космосі, що подорожують високими темпами швидкості. Хоча хмари були досить великими - на планеті, принаймні - вони були занадто малі, щоб бути природними об'єктами. Маючи недостатньо маси, вони повинні були бути розірвані через гравітацію системи зірки.
Одна з таємничих хмар була на дальній стороні Сонячної системи, однак вона могла пройти відносно близько до Місяця, на якому вони створювали свої підроблені Пам'ятники. Таємниця поглибилася, коли раптом, сусіднє хмара почала змінювати напрямок і скоротити швидкість, на прямий курс на Місяць і нові пам'ятники. Це, очевидно, суперечило будь-яким природним явищам.
Врешті-решт, таємнича хмара була спрямована як на кубічний пам'ятник, так і на грубо-кубічний човник, і знищили їх обох. Екіпаж пережив евакуацію човника, і, нарешті, виявив нескінченність, яка вже тисячі років спіткала розвинені товариства. Фактично, вони дійшли висновку, що біблійні катаклізми на Землі також відповідали закономірності руйнування.
Вони прийшли до висновку, що Пам'ятники-Макери побудували свої твори, намагаючись бути приманками для смертельних хмар, які називалися хмарами Омеги. Вони намагалися врятувати популяції відповідних планет, виводячи хмари далеко від правих кутів і регулярних структур своїх будівель і доріг, поставивши геометричні фігури в інші місця.
Ця стратегія не вдалося, і хмари напали на чужі популяції та Пам'ятники. Хмари навіть потрапляли в Пам'ятники-Макери, кинувши своє суспільство в технологічну темну епоху - космічна станція та зруйновані будівлі в Бета-Пасіфія були залишками своєї другої, меншої цивілізації, яка була майже знищена, коли цикл повторювався на його 8000-річний термін.
Було виявлено, що залишки космічних пірамідників - або Холої, як їх називали - спостерігали за Великим Магеллановим хмаром, оскільки вони евакуювалися до цього місця.
Виявилося, що хмари Омеги загрожують цілковій галактиці, і єдиним способом уникнути їх є цілковито залишити галактику. Справді, цикл хмар означав, що вони будуть на Землі всього 1000 років.
Враховуючи те, що Пам'ятники-Макети були більш просунуті, ніж людство, і що вони мали ще більше часу для вирішення цієї проблеми і зазнали невдачі, перспективи майбутнього Землі виглядають похмурими.

## Персонажі
- Присцилла Хатчінс
- Френк Карсон
- Джанет Аллері
- Річард Вальд
- Генрі Якобі
- Лінда Томас
- Меггі Туфу (головний філолог або кодовий вимикач)
- Мелані Трускотт (Директор операції "Космік")
- Каль Хартлет (фінансовий аналітик з брокерською фірмою Forman & Dyer)

| Література | Це незавершена стаття про літературу. Ви можете допомогти проєкту, виправивши або дописавши її. |

1. 1 2  Internet Speculative Fiction Database — 1995.